# Live Evil
Live Evil es el segundo álbum en vivo  de la banda de heavy metal Black Sabbath, lanzado al mercado en diciembre de 1982 a través de Vertigo Records. Fue grabado durante la gira de presentación de su álbum de estudio Mob Rules. 
Este trabajo es considerado por los críticos como uno de los mejores álbumes de heavy metal en directo de todos los tiempos, debido a su fenomenal repertorio, y a la técnica vocal del talentoso Ronnie James Dio.
En el álbum se pueden apreciar temas de la era de Black sabbath con Ozzy Osbourne vocalizados por el gran Ronnie James Dio tales como "Black Sabbath", "Paranoid", "Children Of the grave", "War pigs", "Iron Man" o "N.I.B."
Durante las mezclas de este trabajo se originó la segunda ruptura en la alineación de Black sabbath, como consecuencia Ronnie James Dio (voz) y Vinnie Appice (batería) abandonaron la banda. 
Dio fue sustituido por Ian Gillan (ex Deep Purple) y, para encargarse de la batería regresó el percusionista original Bill Ward.

## Lista de canciones
Lado A 
1. E5150 (Ronnie James Dio, Tony Iommi, Geezer Butler) – 2:21
2. Neon Knights (Dio, Iommi, Butler, Bill Ward) – 4:36
3. N.I.B. (Ozzy Osbourne, Iommi, Butler, Ward) – 5:09
4. Children of the Sea (Dio, Iommi, Butler, Ward) – 6:05
5. Voodoo (Dio, Butler, Iommi) – 6:07

Lado B 
1. Black Sabbath (Osbourne, Iommi, Butler, Ward) – 8:39
2. War Pigs (Osbourne, Iommi, Butler, Ward) – 9:19
3. Iron Man (Osbourne, Iommi, Butler, Ward) – 7:29

Lado C
1. The Mob Rules (Dio, Iommi, Butler) – 4:10
2. Heaven and Hell (Dio, Iommi, Butler, Ward) – 12:04

Lado D 
1. The Sign of the Southern Cross/Heaven and Hell (Continued) (Dio, Butler, Iommi/Dio, Iommi, Butler, Ward) – 7:15
2. Paranoid (Osbourne, Iommi, Butler, Ward) – 3:46
3. Children of the Grave (Osbourne, Iommi, Butler, Ward) – 5:25
4. Fluff (Butler, Iommi, Osbourne, Ward) – 0:59

## Integrantes
- Ronnie James Dio – voz
- Tony Iommi – guitarra
- Geezer Butler – bajo
- Vinny Appice – batería
- Geoff Nicholls – teclados

- Datos: Q1044496